# David Brown (aviron)
Pour les articles homonymes, voir David Brown et Brown.
David Brown, né le 16 mai 1928 à Walnut Creek (Californie) et mort le 14 août 2004, est un rameur d'aviron américain.

## Carrière
David Brown participe aux Jeux olympiques de 1948 à Londres et remporte la médaille d'or en huit, avec Ian Turner, David Turner, James Hardy, George Ahlgren, Lloyd Butler, Ralph Purchase, Justus Smith et John Stack.